# Accarezzame
Accarezzame (in italiano accarezzami) è un brano musicale del cantante italiano Teddy Reno, pubblicato nel 1955 nel 78 giri Accarezzame/'Na voce 'na chitarra e o poco 'e luna. Il brano è stato premiato nell'edizione 1954 della Festa di Piedigrotta.
Il brano, scritto da Nisa e Pino Calvi, è diventato un classico della canzone napoletana, e successivamente è stato reinterpretato da numerosi artisti, tra cui Nilla Pizzi, Mina, Roberto Murolo, Gigliola Cinquetti, Peppino di Capri, Ornella Vanoni, Fausto Cigliano, Iva Zanicchi, Massimo Ranieri, Fausto Papetti, Achille Togliani.